# Born to Die: The Paradise Edition
„Born to Die: The Paradise Edition” sau „Paradise” este o reeditare a cântăreței americane Lana Del Rey pentru al doilea album de studio Born to Die (2012). Acesta a fost lansat pe data de 9 noiembrie 2012 prin intermediul caselor de discuri Interscope și Polydor Records. Lansat zece lunii după originalul, The Paradise Edition conține opt piese nou înregistrate, care au fost puse la dispoziție pe al treilea EP „Paradise” (2012). Deși a lucrat cu mai mulți producători pentru fiecare înregistrare, Emile Haynie și Rick Nowels sunt singurii producători ale căror contribuții sunt prezentate pe ambele discuri.
The Paradise Edition a efectuat moderat pe clasamentele de înregistrare internaționale în Europa, în cazul în care au fost clasate separat de Born to Die și Paradise. În timp ce proiectul nu a fost susținut în mod direct de proprile single-uri, piesele „Ride” și „Burning Desire” au fost lansate din Paradie pe 25 septembrie 2012 și 13 martie de 2013, în timp ce „Dark Paradise” a fost lansat pentru Born to Die pe 1 martie 2013. Un remix al piesei „Summertime Sadness” de pe Born to Die, produs de Cedric Gervais, a fost lansat in mod independent de pe fiecare proiect pe 11 iulie 2013; mai târziu a fost inclus pe noua lansare a lui The Paradise Edition după care se confrunta un succes pe clasamentele de înregistrare la nivel mondial.

## Lista pieselor

### Disc 1
| Born to Die: The Paradise Edition – disc 1 |                               |                                   |                                               |         |  |
| Nr.                                        | Titlu                         | Autor(i)                          | Producător(i)                                 | Lungime |  |
| 1.                                         | „Born to Die”                 | Lana Del Rey Justin Parker        | Emile Haynie Parker                           | 4:46    |  |
| 2.                                         | „Off to the Races”            | Del Rey Tim Larcombe              | Patrik Berger Haynie                          | 5:00    |  |
| 3.                                         | „Blue Jeans”                  | Del Rey Haynie Dan Heath          | Haynie                                        | 3:30    |  |
| 4.                                         | „Video Games”                 | Del Rey Parker                    | Robopop                                       | 4:42    |  |
| 5.                                         | „Diet Mountain Dew”           | Del Rey Mike Daly                 | Haynie Jeff Bhasker Daly                      | 3:43    |  |
| 6.                                         | „National Anthem”             | Del Rey Parker The Nexus          | Haynie Bhasker David Sneddon James Bauer-Mein | 3:51    |  |
| 7.                                         | „Dark Paradise”               | Del Rey Rick Nowels               | Haynie Nowels                                 | 4:03    |  |
| 8.                                         | „Radio”                       | Del Rey Parker                    | Haynie Parker                                 | 3:34    |  |
| 9.                                         | „Carmen”                      | Del Rey Parker                    | Haynie Bhasker Parker                         | 4:08    |  |
| 10.                                        | „Million Dollar Man”          | Del Rey Chris Braide              | Haynie Braide                                 | 3:51    |  |
| 11.                                        | „Summertime Sadness”          | Del Rey Nowels                    | Haynie Nowels                                 | 4:25    |  |
| 12.                                        | „This Is What Makes Us Girls” | Del Rey Larcombe Jim Irvin        | Al Shux Haynie                                | 3:58    |  |
| 13.                                        | „Without You”                 | Del Rey Sacha Skarbek             | Haynie                                        | 3:49    |  |
| 14.                                        | „Lolita”                      | Del Rey Liam Howe Hannah Robinson | Haynie Howe                                   | 3:40    |  |
| 15.                                        | „Lucky Ones”                  | Del Rey Nowels                    | Haynie Nowels                                 | 3:45    |  |
| Lungime totală:                            | Lungime totală:               | Lungime totală:                   | Lungime totală:                               | 60:40   |  |

### Disc 2
| Born to Die: The Paradise Edition – disc 2 |                   |                         |                  |         |  |
| Nr.                                        | Titlu             | Autor(i)                | Producător(i)    | Lungime |  |
| 1.                                         | „Ride”            | Del Rey Parker          | Rubin            | 4:49    |  |
| 2.                                         | „American”        | Del Rey Nowels Haynie   | Nowels Haynie    | 4:08    |  |
| 3.                                         | „Cola”            | Del Rey Nowels          | Nowels DK        | 4:20    |  |
| 4.                                         | „Body Electric”   | Del Rey Nowels          | Nowels Dan Heath | 3:53    |  |
| 5.                                         | „Blue Velvet”     | Lee Morris Bernie Wayne | Haynie           | 2:38    |  |
| 6.                                         | „Gods & Monsters” | Del Rey Tim Larcombe    | Larcombe Haynie  | 3:57    |  |
| 7.                                         | „Yayo”            | Lana Del Rey            | Heath Haynie     | 5:21    |  |
| 8.                                         | „Bel Air”         | Del Rey Heath           | Heath            | 3:57    |  |
| Lungime totală:                            | Lungime totală:   | Lungime totală:         | Lungime totală:  | 33:07   |  |

| Born to Die: The Paradise Edition – iTunes Store version (bonus track) |                  |                 |                 |         |  |
| Nr.                                                                    | Titlu            | Autor(i)        | Producător(i)   | Lungime |  |
| 9.                                                                     | „Burning Desire” | Del Rey Parker  | Haynie          | 3:51    |  |
| Lungime totală:                                                        | Lungime totală:  | Lungime totală: | Lungime totală: | 36:58   |  |

## Clasamente
| Clasament (2012)                   | Poziție maximă |
| ---------------------------------- | -------------- |
| Australia (ARIA)                   | 17             |
| Belgia (Ultratop Flanders)         | 6              |
| Belgia (Ultratop Wallonia)         | 15             |
| Țările de Jos (MegaCharts)         | 15             |
| Japonia (Oricon)                   | 35             |
| Noua Zeelandă (RMNZ)               | 6              |
| Finlanda (Suomen virallinen lista) | 22             |
| Polonia (ZPAV)                     | 4              |
| Suedia (Sverigetopplistan)         | 22             |

## Certificări
| Țara          | Companie | Certificații (vânzări) |
| ------------- | -------- | ---------------------- |
| Australia     | (ARIA)   | 70,000                 |
| Franța        | (SNEP)   | 50,000                 |
| Noua Zeelandă | (RMNZ)   | 15,000                 |
| Suedia        | (GLF)    | 80,000                 |

Note
- reprezintă „disc de platină”;
- reprezintă „disc de aur”;
- reprezintă „disc dublu de platină”;

## Istoricul lansărilor
| Țară                       | Dată              | Format                 | Casă de discuri    | Ref.          |
| -------------------------- | ----------------- | ---------------------- | ------------------ | ------------- |
| Australia                  | 9 noiembrie 2012  | CD Descărcare digitală | Interscope Polydor | [ 10 ] [ 11 ] |
| Regatul Unit               | 9 noiembrie 2012  | CD Descărcare digitală | Interscope Polydor | [ 12 ] [ 13 ] |
| Statele Unite ale Americii | 13 noiembrie 2012 | CD Descărcare digitală | Interscope Polydor | [ 14 ] [ 15 ] |
| Statele Unite ale Americii | 20 noiembrie 2012 | LP                     | Interscope Polydor | [ 16 ]        |
| Statele Unite ale Americii | 4 decembrie 2012  | Box set                | Interscope Polydor | [ 17 ]        |